# Angus Frantz

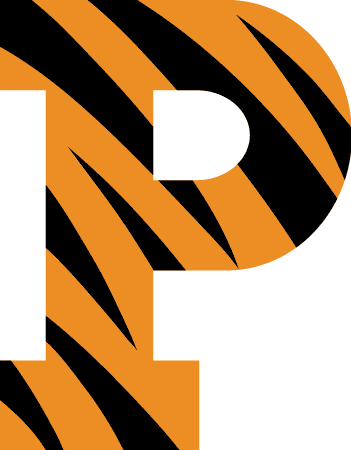
Zawodnik Princeton Tigers

Angus MacDonald Frantz (ur. 20 czerwca 1895 w Duluth, zm. 16 lipca 1973 w Nowym Jorku) – amerykański zapaśnik walczący w stylu wolnym. Olimpijczyk z Antwerpii 1920, gdzie zajął czwarte miejsce w wadze średniej.
Zawodnik Princeton University.

## Letnie Igrzyska Olimpijskie 1920
| Konkurencja      | Rundy eliminacyjne    | Rundy eliminacyjne     | Rundy eliminacyjne     | Rundy eliminacyjne      | Klas. końcowa |
| Konkurencja      | 1/16                  | Ćwierćfinał            | Półfinał               | O 3. miejsce            | Miejsce       |
| ---------------- | --------------------- | ---------------------- | ---------------------- | ----------------------- | ------------- |
| 75 kg styl wolny | Stanley Bacon (GBR) Z | Otto Borgström (SWE) Z | Väinö Penttala (FIN) P | Charley Johnson (USA) p | 4.            |